# Donacobius atricapilla
El angú (Donacobius atricapilla), también denominado cucarachero de laguna, calandria estero, ratona de capa negra y paraulata de agua, es una especie de ave paseriforme que vive en los humedales tropicales de América del Sur y Panamá. Es la única especie del género Donacobius y su ubicación en relación con el resto de paseriformes es incierta.

## Distribución
Está presente en la Argentina, Bolivia, Brasil, Colombia, Ecuador, Guayana Francesa, Guyana, Paraguay, Perú, Surinam, Venezuela y Panamá. Es común en un amplio espectro de humedales amazónicos incluyendo pantanos, lagos de antiguos meandros, zonas ribereñas, y otras áreas con vegetación acuática o semiacuática alta y densa. Un tercio del área de distribución se encuentra fuera de la cuenca del Amazonas, entre Panamá, norte de Colombia y Venezuela occidental; en  la cuenca del río  Orinoco y  entre la costa sudeste de Brasil y los países vecinos,  el este de Bolivia, Paraguay y el norte de la Argentina.

## Taxonomía
La ubicación familiar de este género monotípico no está establecida. Los ornitólogos están en contradicción sobre cuáles son sus parentescos más cercanos. En el siglo XIX, fue ubicado en Mimidae. En las décadas de 1980 y 1990, las sugerencias de que éste era un miembro de Troglodytidae fueron aceptadas por el Comité de Clasificación Sudamericano (SACC), la Unión de Ornitólogos Americanos (AOU) y la mayoría de las demás autoridades.
Más recientemente, las organizaciones ornitológicas y los autores siguen las conclusiones de Van Remsen y Keith Barker de que tampoco es un troglodítido, sino relacionado más estrechamente con un linaje del Viejo Mundo (probablemente un linaje africano - ¿Megaluridae?).  Una propuesta más reciente a la SACC crearía una familia monotípica, Donacobiidae, para esta especie, pero esto no es aceptado universalmente, dado que algunas autoridades insisten en que podría ser miembro de una familia del Viejo Mundo.

## Conducta
Las parejas de esta especie se unen de por vida, y pueden verse frecuentemente a toda hora del día sobre las espesuras densas de la vegetación ribereña de lagos y ríos. Ellas se engarzan a menudo en dúos antifónicos. Los descendientes adultos permanecen con sus padres y ayudan a criar a los hermanos de períodos de anidación sucesivos en un sistema de reproducción cooperativa.